# Czarna Hańcza
Czarna Hańcza (hviderussisk: Чорная Ганча Chornaya Hantcha; litauisk: Juodoji Ančia) er en venstre biflod til Nemunas i det polske voivodskab Podlaskie og i det hviderussiske Hrodsenskaja Woblasz.
Czarna Hańcza danner udstrømningen af Hańcza -søen i Podlasie. Det flyder overvejende i østlig retning. Den passerer byen Suwałki og løber senere gennem søen Wigry, der ligger i Wigry Nationalpark. Den krydser grænsen til Hviderusland. I de sidste par kilometer ledes en stor del af flodvandet direkte til Nemunas via en kanal. Det faktiske forløb af floden buer mod nord og derefter mod øst. Marychaen løber ud i floden på venstre side. På de sidste 500 m før dens udmunding i Memel danner Czarna Hańcza grænsen mellem Hviderusland og Litauen. It flows through the city of Suwałki.
Czarna Hańcza har en længde på 142 km. Deraf 108 km på polsk territorium. Oplandet dækker 1.916 km².
Floden er et populært farvand for kajaksejlads.
Augustów-kanalen er en kanal, der forbinder de nedre dele af Czarna Hańcza med Narew- og Biebrza- flodsystemet længere mod sydvest.